# Bachata
Bachata är en dans- och musikgenre från Dominikanska republiken, som betyder "gatufest" eller "fest". Musiken består av fem primära instrument: requinto (första gitarr), segunda (andra gitarr), bas, bongos och guira.
En av de mest kända artisterna som spelar Bachatamusik är Aventura och deras sångare Romeo Santos. Andra stora namn inom musiken är Zacarías Ferreira, Monchy y Alexandra, Mojito Project, Xtreme, Frank Reyes, El Vinny (Tu Melón), Antony Santos och gruppen Toke de Keda med sin stora hit Lamento Boliviano.
Dansen finns i många utformningar och inbegriper karaktäristiska höftrörelser. På senare år har bachatan delats in olika stilar. Stilarna skiljer sig åt, men takten och höftrörelserna finns i dem alla. De stilar som är populära är traditionell bachata, sensual bachata, bachata moderna och bachata fusion.

## Bachata i Sverige.
Bachata introducerades i Sverige runt 2010 i olika dansskolor i Stockholm och Göteborg, med stort inflytande från Spanien, där Sensual Bachata skapades och utvecklades. Det finns danskolor som undervisar i "Bachata Sensual". Även Bachata dominicana, traditionell bachata, undervisas i Sverige.